# Arthur Reppert
Arthur Friedrich Carl Reppert (* 23. Februar 1893 in Berlin; † 21. August 1970 ebenda) war ein deutscher Schauspieler.

## Leben und Wirken
Der Sohn der Schneiderin Helene Reppert, die sich später am Berliner Apollo-Theater einen Namen als Operettenchanteuse machen sollte, kam seit früher Kindheit mit der Theaterwelt in Berührung.
1924 knüpfte er erstmals Kontakt mit dem Film, wo der korpulente Berliner vor allem in komischen Rollen eingesetzt wurde. Mehrfach spielte er aber auch schlichte bis beschränkte Typen und dicke Naturburschen. Dabei kamen seine Auftritte kaum über das Chargenformat hinaus.
Seine Stummfilmlaufbahn begann er bei der Aafa, doch erst seit seinem Tonfilmdebüt in Der Korvettenkapitän war Reppert ein Jahrzehnt lang ein häufig besetzter Kleindarsteller. Nach Beginn des Zweiten Weltkriegs sah man Reppert kaum mehr vor der Kamera.
In den 1950er Jahren setzte er seine Filmarbeit in einigen Produktionen der DEFA fort. Ab 1953 trat er ein Engagement am Berliner Metropol-Theater an. Zuletzt verkörperte der nur 1,59 Meter große Reppert passenderweise den Oberzwerg Rumpelbold in einer Fassung des Märchenstoffs Schneewittchen. Zu dieser Zeit lebte Reppert in Magdeburg. Er starb mit 77 Jahren in seiner Wohnung in Berlin-Prenzlauer Berg.
Von 1929 bis 1953 war Arthur Reppert mit Elisabeth Raecke verheiratet. Nach der Scheidung ehelichte er 1954 Ruth Eigenwillig.

## Filmografie
- 1929: Tempo! Tempo!
- 1930: Der Korvettenkapitän
- 1930: Der Bettelstudent
- 1931: Reserve hat Ruh
- 1931: Mein Herz sehnt sich nach Liebe
- 1932: Die Abenteuer der Thea Roland
- 1933: Zwei gute Kameraden
- 1933: Wenn am Sonntagabend die Dorfmusik spielt
- 1933: Das Tankmädel
- 1934: Pipin der Kurze
- 1934: Ein Mädchen mit Prokura
- 1934: Die Liebe siegt
- 1934: Die beiden Seehunde
- 1934: Der rote Reiter
- 1935: Der mutige Seefahrer
- 1935: Das Einmaleins der Liebe
- 1935: Hans im Glück
- 1935: Der schüchterne Casanova
- 1935: Mazurka
- 1936: Flitterwochen
- 1936: Weiße Sklaven
- 1937: Der Klapperstorchverband
- 1937: Togger
- 1937: Gordian, der Tyrann
- 1937: Brillanten
- 1937: Urlaub auf Ehrenwort
- 1938: Capriccio
- 1938: Pour le mérite
- 1938: Der Fall Deruga
- 1940: Kriminalkommissar Eyck
- 1940: Wie konntest Du, Veronika!
- 1953: Alarm im Zirkus
- 1954: Pole Poppenspäler
- 1955: Das Fräulein von Scuderi
- 1956: Junges Gemüse
- 1956: Die Millionen der Yvette
- 1960/2014: Sommerwege
- 1961: Schneewittchen

## Theater
- 1960: Johann Strauss (Sohn): Der Zigeunerbaron – Regie: Erhard Fischer (Metropol-Theater Berlin)